# Mecenat
En mecenat är en person eller organisation som ekonomiskt eller på andra sätt främjar konst, litteratur eller andra kulturyttringar. Ordet mecenat härleds till den romerske statsmannen Maecenas, som frikostigt gynnade författare och konstnärer.
En mecenat uppmärksammades ofta av den han var välgörare åt, till exempel genom att en konstnär som han stödde tog med mecenaten som statist i stora målningar. Detta kan jämföras med våra dagars sponsorer, som ofta får sitt varumärke exponerat i den stödda verksamheten.